# Objaw plastra miodu

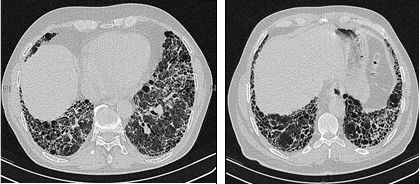
Tomografia komputerowa o wysokiej rozdzielczości płuc pacjenta z idiopatycznym włóknieniem płuc, widoczny objaw plastra miodu.

Objaw plastra miodu (ang. honeycombing) – termin używany w radiologii do określenia zmian widocznych w RTG lub tomografii komputerowej klatki piersiowej, przypominających swoim wyglądem plaster miodu. Są to występujące w skupiskach torbiele o podobnej średnicy (3–10 mm) o dobrze widocznych ściankach. Zmiany te występują w przebiegu m.in. idiopatycznego włóknienia płuc, histiocytozie X, sarkoidozie, pylicy, nowotworach torbielowatych surowiczych trzustki i niektórych chorobach reumatycznych.